# 눙족
눙족(儂族, Nùng people)은 베트남에 살고 있는 소수 민족이다. 중국에서 눙족은 베트남의 따이족(Tay/齊)과 같은 의미이며, 좡족의 인종으로 분리되기도 한다.

## 개요
눙족의 인구는 70만명 이상이며, 주로 박장 성, 박깐 성, 까오방 성, 타이응우옌 성, 뚜옌꽝 성 등에 거주를 한다.

## 같이 보기
- 베트남의 민족